# Ancinus seticomvus
Ancinus seticomvus är en kräftdjursart som beskrevs av Trask 1971. Ancinus seticomvus ingår i släktet Ancinus och familjen Ancinidae. Inga underarter finns listade i Catalogue of Life.